# مقاطعة شوني (كانساس)
مقاطعة شوني (بالإنجليزية: Shawnee County)‏ هي إحدى المقاطعات في ولاية كانساس، الولايات المتحدة الأمريكية.